# Softwarově definované rádio
Softwarově definované rádio je rádiový systém, v němž se rozhodující část zpracování signálu realizuje softwarově programovatelnými obvody. Díky tomu lze pouhou změnou softwaru používat různá kmitočtová pásma a různé komunikační protokoly.
V ideálním případě by ve vysílači stačil D/A převodník s příslušnou anténou. V přijímači by pak byla přijímací anténa s A/D převodníkem. Tento koncept se nazývá softwarové rádio. Zatím není v plné míře technicky realizovatelný, zejména kvůli nedostatečnému kmitočtovému rozsahu převodníků. Tento problém se řeší použitím směšovače, který převede signál do oblasti nižších kmitočtů, zpracovatelných převodníkem.
Softwarově definované rádio (SDR) se nejdříve začalo používat ve vojenské oblasti. Zde nejprve umožnilo emulovat různé radiostanice pracující v různých kmitočtových pásmech a nakonec vytvořit rádia s možností začlenění nových přenosových protokolů a modulačních standardů. Později se softwarově definované rádio začalo rozšiřovat i do jiných oblastí a nakonec mezi amatéry. Radiový přijímač může být poměrně jednoduchý, pokud ke své funkci využije přímé směšování a zvukovou kartu počítače. 